# Kate Mulgrew
Kate Mulgrew (Dubuque, Iowa, 1955. április 29. –) Emmy- és Golden Globe díjra jelölt amerikai színésznő, Magyarországon leginkább a Star Trek: Voyager sorozat Kathryn Janeway kapitányaként ismert, de emellett számos filmben, sorozatban és színházi darabban szerepel.
Elkötelezett tagja az Alzheimer’s Association National Advisory Councilnak.

## Fiatalkora
Kate Mulgrew 1955. április 29-én született az Iowa állambeli Dubuque-ben, egy ír katolikus család második és egyben legidősebb leány gyermekeként. Édesapja Thomas James "T.J." Mulgrew II (1920. nov. 20.-2004. jan. 18.), vállalkozó, édesanyja Joan Virginia Mulgrew (lánykori nevén Kiernan) (1927. okt. 21.-2006. júl. 27.) festőművész. Gyerekkorától fogva érdekelte a színészet, 13 éves korában már a helyi színitanodában is tanult. Középiskoláját Dubuque-ben végezte, majd beiratkozott a New York Egyetemre, amit egy év után ott hagyott, ez idő alatt pincérnőként dolgozott. Ugyanekkor, 17 éves korában kezdett el a Stella Adler színiiskolába járni, mely meghatározó élmény volt számára, melyre azóta is szeretettel gondol és szívesen vesz részt az iskola rendezvényein.

## Karrier

### Kezdetek (1975-1995)
1975-ben megkapja Mary Ryan szerepét a Ryan's Hope című sorozatban, melynek köszönhetően óriási rajongótáborra és ismertségre tett szert. Azóta is mély barátságot ápol a sorozat készítőjével, Claire Labine-nel. 1977 végén kiszállt a produkcióból, de többször visszatért egy-egy epizód erejéig. 1978-ban a Dallas című igen sikeres szappanoperában tűnik fel, mint Ray Krebbs countryénekes barátnője. 1979-től ő alakította a Magyarországon is sugárzott Mrs. Columbo című sorozat címszereplőjét, a népszerű Columbo hadnagy feleségét. Ez sokakból ellenérzést váltott ki, ezért öt epizód után nevét Kate Callahan-re változtatták. 1981-ben szerepet kap a nálunk Újvilági rapszódia néven vetített három részes minisorozatban, ahol az akkor még kezdő Pierce Brosnan oldalán játszik. Számos filmben és sorozatban kap kisebb nagyobb szerepet, mint például a Cheers, a Gyilkos sorok, a Heartbeat, de főszerepet játszik a Danielle Steel regényéből készült Apu című filmben, melyben a Dallasból szintén jól ismert Patrick Duffy feleségét alakítja. Több animációs film karakterének kölcsönzi jellegzetesen mély, reszelős hangját, mint például az Aladdinban Hyppsodeth királynő és a Batman Red Claw-ja.

### Star Trek: Voyager (1995-2001)
1995-ben, miközben családjával Írországban pihente ki válását, telefonhívást kapott Rick Bermantól, hogy lenne-e kedve a Start Trek univerzum negyedik sorozatának kapitányát alakítani. Gondolkodás nélkül vállalta el a szerepet, mely mai napig a legismertebb alakítása. A történet érdekessége, hogy Janeway kapitány szerepére eredetileg a francia kanadai színésznőt, Geneviève Bujold-t választották, de ő két nappal később visszalépett. Ms. Mulgrew számára kemény hét év volt ez, megterhelést jelentett mind testileg, mind lelkileg. Az évente több alkalommal megrendezett Star Trek Convention rendezvényeken gyakran mondja el, mennyire büszke arra, hogy eljátszhatta az egyetlen női kapitány szerepét.

## Magánélete
1977-ben örökbe adta három nappal korábban született lányát. 1982-ben férjhez ment Robert H. Eganhet, akitől két gyermeke született. 1993-tól külön éltek, 1995-ben váltak el. 1999-ben Tom Hagan politikussal kötött házasságot, akitől később elvált. Örökbe adott lányával, Danielle-lel 1998-ban sikerült felvennie a kapcsolatot, miután sokáig kereste.
Mulgrew katolikus. Ellenzi az abortuszt és a halálbüntetést.
Az Alzheimer-kórosok érdekvédelmi szervezetének tagja; édesanyja, Joan 2006-os haláláig szenvedett a betegségben.

## Filmjei
- 2013- 2019 Orange Is The New Black - Galina " Red" Reznyikov (39 epizód)
- 2011-2013 - NTSF:SD:SUV - Kove (33 epizód)
- 2011-2013 - 13-as raktár (Warehouse 13) - Jane Lattimer (6 epizód)
- 2010 - The Best and the Brightest (The Player's wife)
- 2009-2010 - Mercy angyalai (Mercy) - Mrs. Jeannie Flanagan (10 epizód)
- 2005 - Perception (Mary)
- 2002 – Star Trek: Nemesis – Janeway admirális
- 1998 – Riddler holdja (Nightworld: Riddler's Moon) – Victoria Riddler
- 1997 – Trekkerek (Trekkies) – önmaga
- 1995-2001 – Star Trek: Voyager sorozat (Star Trek: The Voyager) – Kathryn Janeway kapitány
- 1994 – Seholsincs csapat (Camp Nowhere) – Rachel Prescott
- 1993 - Esküszöm - Antonia Doyle
- 1992 – Round Numbers - Judith Schweitzer
- 1991 – Danielle Steel:Apu (Daddy) – Sarah Watson
- 1991 – Végzetes barátság (Fatal Friendship) – színész
- 1987 – Dobjuk ki anyut a vonatból! (Throw Momma From the Train) – színész
- 1985 – Fegyvertelen, de veszélyes (Remo Williams: The Adventure Begins) – színész
- 1982 – Egy idegen figyel (A Stranger Is Watching) – Sharon Martin
- 1981 – Lovespell - Isolt
- 1981 – Újvilági rapszódia (The Manions of America) - Rachel Clement
- 1980 – A Time for Miracles
- 1979 – Mrs. Columbo sorozat – Kate Columbo/Kate Callahan
- 1975-1978 – Ryan’s Hope – Mary Ryan Fenelli
- 1979-1980 - Dallas 2. évad 11-ik rész (Szerelmi háromszög) - Garnet McGee - A Country énekes

## Díjak és jelölések
- 1980 – Golden Globe-díj jelölés – a legjobb TV színésznő drámában (Mrs. Columbo)
- 1998 - Golden Satellite-díj - a legjobb TV színésznő drámában Star Trek: Voyager
- 1998 - Szaturnusz-díj - a legjobb TV színésznő Star Trek: Voyager
- 1999 - Szaturnusz-díj jelölés - a legjobb TV színésznő Star Trek: Voyager
- 2000 - Szaturnusz-díj jelölés - a legjobb TV színésznő Star Trek: Voyager
- 2001 - Szaturnusz-díj jelölés - a legjobb TV színésznő Star Trek: Voyager